# Lomographa simpliciaria
Lomographa simpliciaria är en fjärilsart som beskrevs av Walker 1861. Lomographa simpliciaria ingår i släktet Lomographa och familjen mätare. Inga underarter finns listade i Catalogue of Life.